# 賈維鑰
賈維鑰（朝鮮語: 가유약）は、中国明の軍人であり、朝鮮氏族の蘇州賈氏の始祖である。
賈維鑰は、明の薊遼都察使を務め、壬辰倭乱時に、李氏朝鮮に入国して戦功を挙げた。丁酉再乱の際には、息子の游撃将軍賈祥と孫の兵部従事官賈琛とともに再度李氏朝鮮に入国して戦功を挙げたが、釜山浦海戦で賈祥とともに戦死した。
賈琛は、遺体を西生鎭都督洞に埋葬、その後賈琛は安東権氏の娘と婚姻、蔚山に定着した。